# 富谷町立西成田小学校
富谷町立西成田小学校（とみやちょうりつ にしなりたしょうがっこう）は、宮城県黒川郡富谷町（現・富谷市）西成田にあった公立小学校である。
現在はこの校舎を使用し、東北地方で初めての不登校特例校である富谷中学校西成田分教室が開校している。

## 沿革
- 1873年（明治6年） - 学制頒布により西成田小学校設置。
- 1952年（昭和27年） - 校舎増改築。
- 1974年（昭和49年） - 旧富谷小学校と統合し、富谷小学校へ。
- 1975年（昭和50年）12月 - 校舎が西成田コミュニティーセンターとしてリニューアルされた[1]。
- 2022年（令和4年）4月 - かつて使用されていた校舎を使用し、富谷中学校西成田分教室が開校した[2][3][4]。

## 卒業生の進路
公立中学校の場合
富谷町立富谷中学校

## アクセス
- 仙台駅から車で約40分
- 富谷インターチェンジから車で約15分
- 泉インターチェンジから車で約20分

路線バス
- 富谷市民バス 西コミ入口バス停で下車